# SJ
SJ AB är ett svenskt järnvägsföretag för persontrafik helägt av svenska staten som verkar under marknadsmässiga villkor och krav. Uppdraget är att bedriva lönsam persontrafik på järnväg. Tågtrafiken i koncernen bedrivs dels i moderbolaget SJ, dels i dotterbolagen SJ Götalandståg och SJ Norge AS. Dotterbolaget SJ Norrlandståg är numera ett rent personalbolag, nattågen körs av moderbolaget. Övriga dotterbolag och intressebolag bedriver verksamheter med nära anknytning till SJ:s kärnverksamhet.
SJ bedriver trafik med snabbtåg, Intercity-tåg, nattåg (vissa benämnda EuroNight) samt regionala tåg (motorvagnståg och lok- och vagntåg). SJ Götalandståg kör pendel- och regionaltåg i Västsverige på uppdrag av Västtrafik.

## Historia före SJ AB
SJ AB har sin grund i den tidigare förvaltningen Statens Järnvägar (egentligen Kungliga Järnvägsstyrelsen). Denna myndighet startade sin verksamhet i december 1856. De linjer som då öppnades var de första delarna av de två stora stambanorna, Södra stambanan och Västra stambanan, nämligen Malmö–Lund och Göteborg–Jonsered. Statsbanorna växte ut och de många stora linjerna i Sverige styrdes av Statens Järnvägar. De små och mellanstora ägdes under större delen av 1900-talets första hälft fortfarande av privata aktiebolag.
Statens Järnvägars utveckling under de första hundra åren av verkets historia omfattar två stora tillväxtperioder. Den första pågick under senare hälften av 1800-talet då de stora stambanorna byggdes, vilka till stor del utgjorde ryggraden i hela den svenska infrastrukturen.
Den andra stora expansionen var från omkring år 1940 när Statens Järnvägar genom ett allmänt järnvägsförstatligande tillfördes många sidolinjer. Anledningen var främst att skydda dessa banor från nedläggning, då den ökande bilismen gjort många av dem olönsamma att driva som privata företag. Vid förstatligandet kunde SJ modernisera, främst den rullande materielen (som till stor del bestod av ångtåg) och rälsbussen Y6 sattes in på de flesta linjer. Detta bidrog kraftigt till billigare drift av järnvägarna. Det var även efter detta förstatligande som verket var som störst, år 1950. Vid denna tid hade Statens Järnvägar totalt 50 000 anställda och var den största arbetsgivaren i Sverige.[källa behövs] De åtgärder som staten genomförde för att rädda de mindre järnvägarna var dock inte hållbara på lång sikt och vid 1960-talets början hade nästan hälften av alla järnvägar (räknat i kilometer) i Sverige lagts ned.
Under 1960-talet började biltrafiken växa mycket snabbt, men persontrafiken inom SJ växte mycket långsamt. SJ tappade snabbt marknadsandelar och SJ:s ekonomi försämrades i en snabb takt. Man beslutade i riksdagen 1963 att "varje trafikslag måste bära sig självt ekonomiskt". Detta gjorde att många stationer lades ned och att busstrafik ersatte mycket av järnvägstrafiken. Många av de gamla stationssamhällena som vuxit upp kring järnvägen tappade nu sin järnvägsanknytning. Många av busslinjerna drevs av Statens Järnvägar som snabbt blev landets största bussoperatör. Som exempel på stationsnedläggning kan nämnas Södra stambanan mellan Stockholm och Malmö som 1958 hade 90 järnvägsstationer. 20 år senare hade denna siffra minskat till endast 20.[källa behövs]
I början av 1980-talet genomfördes länstrafikreformen som innebar att ansvaret för de mer lokala järnvägarna som gick inom ett län överfördes på länen. De måste betala Statens Järnvägar eller annan operatör för att driva tågtrafik. Det var en förutsättning för att få Statens Järnvägar lönsamt.
Vid slutet av 1980-talet ökade intresset för järnvägen i takt med det nya miljötänkandet och de ökande bensinpriserna. 1986 beställde SJ en ny generation fjärrtåg, benämnt X2 med marknadsnamnet X 2000. Totalt skulle 50 stycken X2 beställas, men antalet minskades till 43.

### Tillkomsten av Banverket
Under mitten av 1980-talet var det uppenbart att det svenska järnvägsnätet var i ett rejält nedkört skick. En utredning tillsattes och ett nytt statligt anslagsverk, Banverket, bildades 1988. SJ AB bildades 2001 genom en bolagisering och uppsplittring av det tidigare mycket stora affärsverket Statens Järnvägar. Det gamla SJ (Statens Järnvägar) delades upp i ett flertal statliga bolag, bland annat SJ AB, Green Cargo (godståg) och Jernhusen (fastighetsbolag).

## SJ AB från år 2001

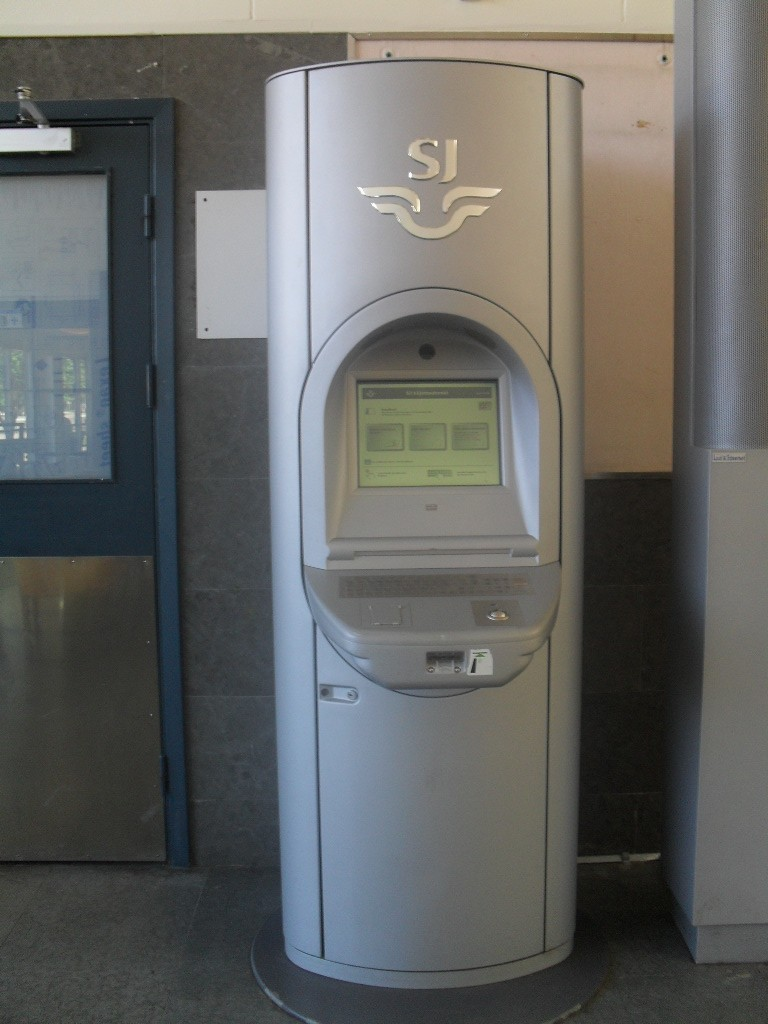
En biljettautomat av äldre, ej längre använd, modell för självbetjäning i Falköping.

Sedan starten av SJ AB 2001 har tågtrafiken ökat stadigt, liksom även vägtrafiken. Ett ökande resande brukar följa med en växande samhällsekonomi. Det som har gjort det möjligt till ökat resandet på spåren är omfattande statliga investeringar för byggandet av bland annat nya banor.[källa behövs]
En orsak till den ökade investeringstakten är klimathotet;[källa behövs] vägtrafiken släpper ut stora mängder avgaser vilket inte järnvägen gör då Sverige genererar el främst genom kärnkraft och vattenkraft. Fler har därför valt att ta tåget.[källa behövs] Detta har gjort att SJ de senaste tio åren[när?] ökat sin trafik på många av de trafikstarkare linjerna.[källa behövs]
SJ har också övergett många av de mindre och kortare linjerna till andra operatörer och länstrafikbolag. Detta har gjort att SJ idag främst verkar med trafik på de längre fjärrtågslinjerna samt de trafikstarka linjerna runt Mälardalen.[källa behövs]
SJ hade till 2009 monopol på fjärrtågslinjerna (främst de gamla stambanorna och länsöverskridande regiontåg till/från Stockholm), vilket inte gjorde det möjligt för mindre bolag att konkurrera med SJ.[källa behövs]
Sedan 2009 är det svenska järnvägsmonopolet avreglerat, vilket i teorin gör det möjligt för alla tågbolag att bedriva järnvägstrafik i Sverige. SJ verkar också som operatör på uppdrag av vissa länstrafikbolag, men har i betydande grad släppt det till förmån för andra operatörer som bjudit lägre pris (normalt utländska statliga bolag, bland andra danska DSB).[källa behövs]

### Verkställande direktörer
- Kjell Nilsson 2001
- Sune Karlsson 2001–2002
- Jan Forsberg 2002–2012
- Crister Fritzson 2012–29 februari 2020
- Madeleine Raukas 2020 (tillförordnad)
- Monica Lingegård[5] 17 augusti 2020–

## Försäljningsorganisation
Huvuddelen av biljetterna för resor med SJ säljs över i företagets egen app och på deras egen webbplats. Biljetter säljs även via andra webbplatser, resebyråer, ombud samt Pressbyrån/7-Eleven.
Företaget har avvecklat alla fysiska försäljningsställen i egen regi, av SJ kallade resebutiker. Under första halvåret 2014 stängdes 17 av de 22 kvarvarande resebutikerna. Våren 2015 stängdes resebutikerna i Sundsvall och på Arlanda. 28 februari 2021 stängdes de sista av SJ:s resebutiker, som var belägna i centralstationerna i Göteborg, Malmö och Stockholm. I september 2023 stängdes de sista SJ-biljettautomaterna.
I juli 2014 stängdes kundtjänstcentret i Tranås. I dag (2021) finns kundtjänstcenter för kundtjänst över telefon och internet endast hos en underleverantör i Ånge och Östersund.

## Egen trafik
SJ AB kör tåg i egen regi, med koncepten SJ Snabbtåg (fordonstyperna X2 och X55), SJ Intercity, SJ Regional, SJ Euronight samt SJ Nattåg.

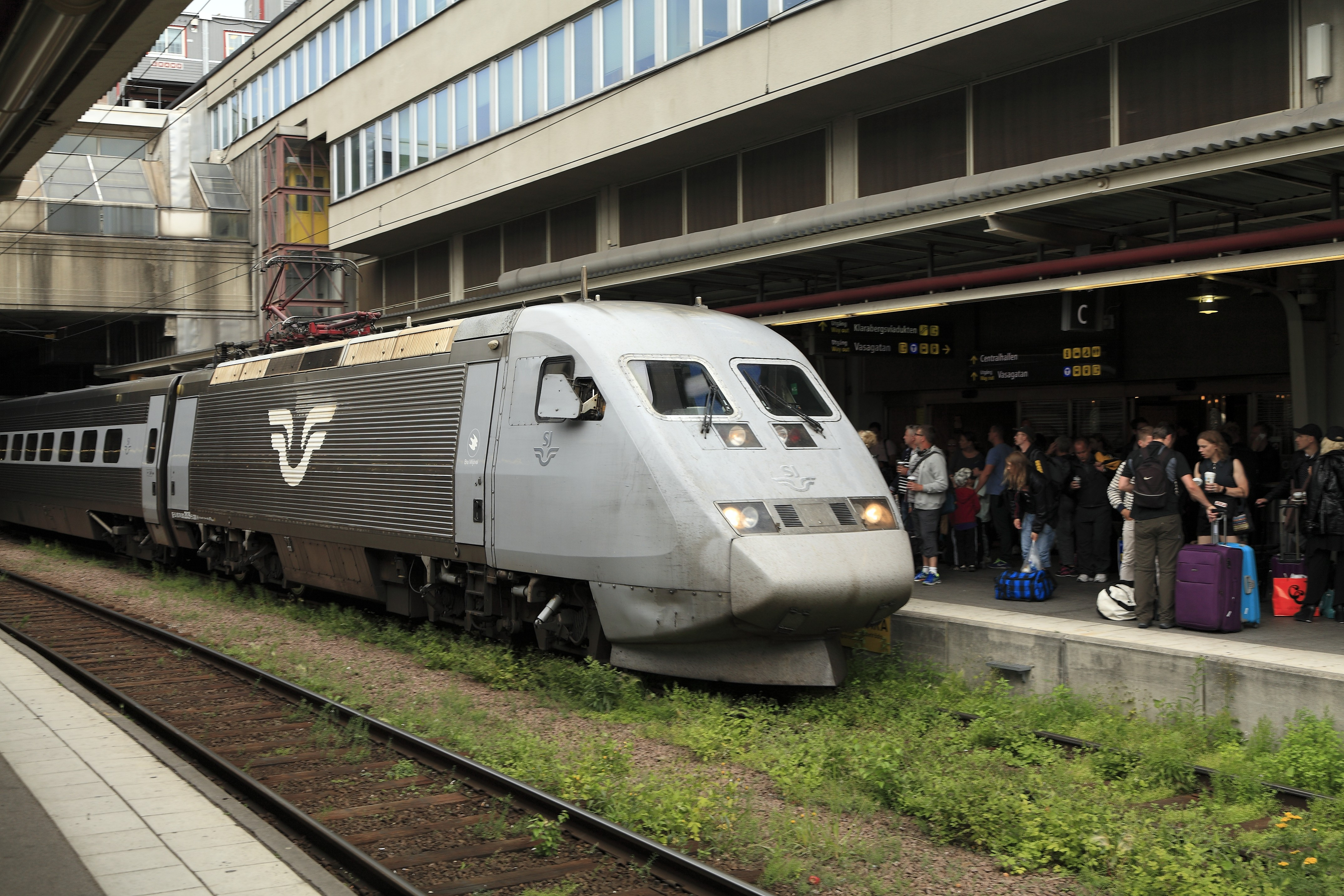
Ett X2000 på Stockholm C, år 2013.

### SJ Snabbtåg
1990 infördes tågtypen X2 av SJ under namnet X 2000, med en toppfart av 200 km/h. I samband med introduktionen av konceptet SJ 3000 (Fordonstyp X55) döptes konceptet i december 2011 om till SJ 2000 inom kategorin "SJ Snabbtåg". Det nya namnet slog aldrig igenom och i januari 2015 bytte man tillbaka till X 2000. Numera har flera andra tågtyper samma toppfart, till exempel X40 och X55. I internationella sammanhang är topphastigheten 200 km/h relativt låg.
Under 1980-talet började man i Sverige att se över möjligheterna till snabbtåg även på de svenska järnvägarna. Man hämtade inspiration från främst Frankrike. I Frankrike invigde man under början på 1980-talet de första TGV-tågen med topphastigheter på 260 km/h. Denna topphastighet blev möjlig genom att man byggde en ny bana för hög fart. Kostnaderna för denna typ av järnväg var dock för Sverige för höga och man ansåg att denna typ av satsning inte var aktuell. 1986 beställde SJ snabbtåg av Kalmar verkstad och Asea anpassade för den svenska järnvägens standard (topphastighet 200 km/h).
Problemet med de kurviga järnvägarna löste tillverkarna genom att använda den befintliga tekniken med korglutning (som hade utprovats i Italien under slutet av 1960-talet, i Frankrike redan under mitten av 1950-talet). Denna teknik, som innebär att man låter vagnskorgarna luta några grader i de snävaste kurvorna, möjliggjorde en teoretisk hastighetshöjning på 15 procent, jämfört med SJ:s gamla persontåg. 1989 levererades det första X2000-tåget från ABB (före detta Asea) och Statsföretag AB till SJ. Det sattes 1990 in på linjen Stockholm-Göteborg (45 mil).
Under våren 2017 tillät Transportstyrelsen en ny kategori tåg benämnd "C", vilket minskade den teoretiska hastighetsskillnaden i kurvorna till endast 9 % jämfört med X2000, i praktiken kring 5 %.[källa behövs] Därmed minskade fördelarna med lutningsbara snabbtåg.
X 2000 var först tänkt att vara ett tåg för affärsresenärer och långpendlare. Det hade, till skillnad från äldre vagnar, klimatanläggning. Halva tåget utgjordes av vagnar av så kallad "X2000-klass". I dessa vagnar fanns radio, servering av måltid vid sittplats samt trådlös telefoni. De övriga vagnarna var så kallade "budget-klassvagnar", i dessa vagnar var sätena trängre (90 cm stolavstånd, jämfört med tidigare vagnars 104 cm) och serveringen sköttes via serveringsvagn. Dessa klasser döptes i slutet på 1990-talet om till första respektive andra klass, precis som i övriga tåg.
Till en början kördes X 2000-tågen endast på sträckan Stockholm-Göteborg men efterhand utökades trafiken till att omfatta fler linjer, bland annat Stockholm-Malmö och Stockholm-Sundsvall. Tågen körs idag så gott som enbart på de trafiktätaste fjärrtågslinjerna Stockholm-Göteborg och Stockholm-Malmö-(Köpenhamn). Detta är en förändring mot tidigt 2000-tal då tågen sattes in på relativt många linjer, bland annat Stockholm-Dalarna, Stockholm-Karlstad och Göteborg-Malmö. Man kom fram till att på grund av dessa banors otillräckliga standard var tidsvinsterna för små, då X 2000-tågen kräver stora kurvradier eller, helst, raka spår. På grund av det ökande tågresandet har även kraven på fler X 2000-avgångar på de trafiktäta linjerna ökat och detta har gjort att näst intill samtliga X 2000-tåg används på dessa linjer.
I mitten av 2000-talet renoverades samtliga X 2000-tåg, genom utvändig omlackering och ny stolklädsel. Fram till år 2022 kommer tågen att genomgå en helrenovering för att kunna köras i ytterligare 20 år.

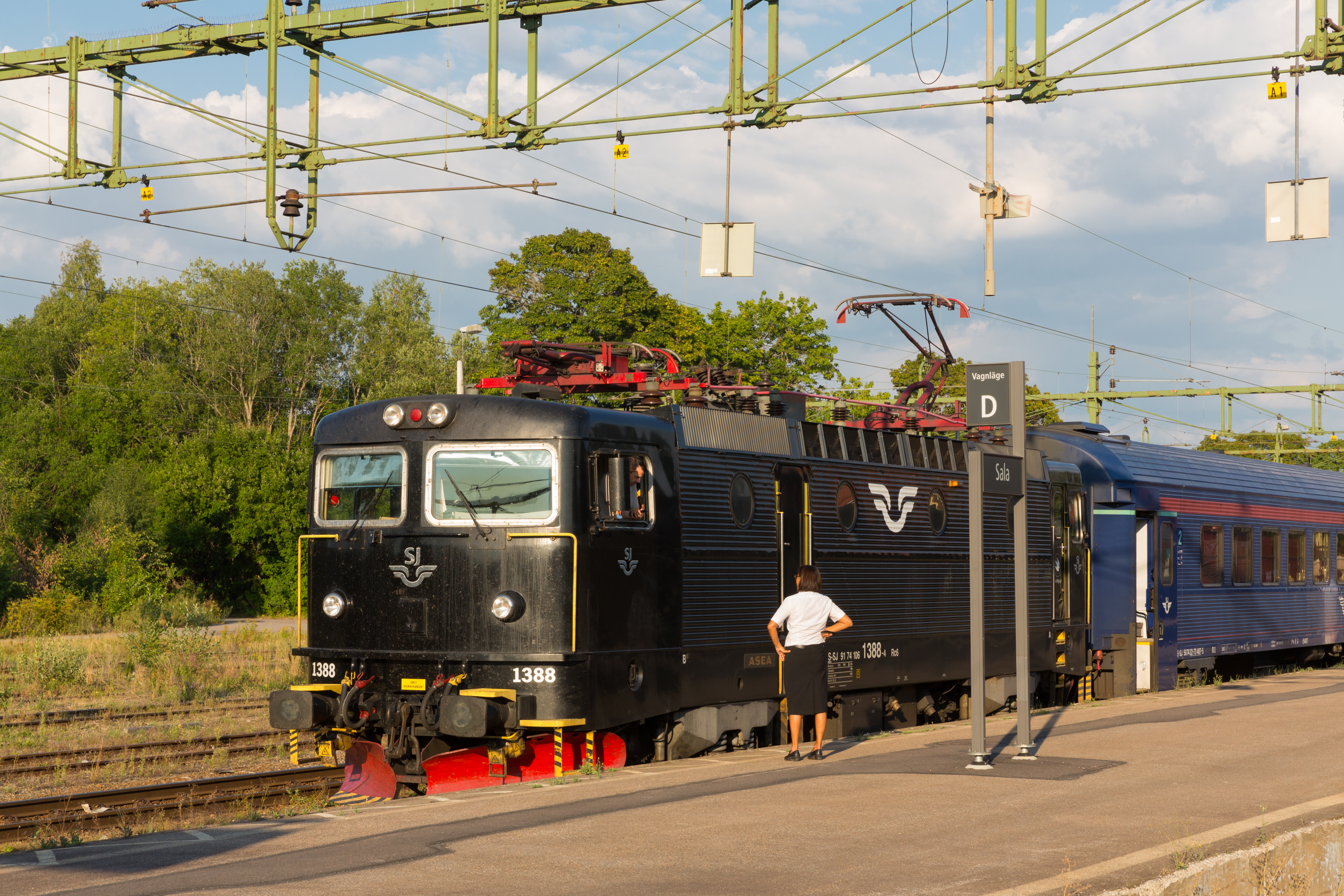
Ett Intercity tåg av typen Rc6 vid Sala station år 2018.

### SJ Intercity
Intercity (IC) är ett internationellt begrepp för fjärrtåg som går mellan större och medelstora orter. Redan under mitten av 1960-talet började IC-tåg att rulla i Storbritannien och därefter spred sig begreppet till andra europeiska länder. IC-tågen är enligt dåvarande Banverkets definition ett fjärrtåg vilket innebär att det har över 100 km mellan sina två ändstationer. Begreppet Intercity började användas av SJ i början av 1980-talet och ersatte då begreppet snälltåg. Detta gjorde till en början att begreppet infattade de snabbaste av SJ-tågen, med förhållandevis få stopp. Dessa tåg gick nästan uteslutande på linjerna Stockholm-Malmö/Göteborg; några IC-tåg gick även sträckan Stockholm-Dalarna.
Under 1960-talet levererades ett stort antal fjärrtågsvagnar till SJ och 1979 började stora leveranser från en nedläggningshotad, statlig fabrik i Kalmar (Kalmar Verkstad AB). De nya 1970/80-talsvagnarna mottogs med blandade känslor av passagerarna. Det var något lättare att ta sig in i vagnarna då trapporna hamnat på insidan istället för på utsidan, men sätena var trånga. De gamla 1960-talsvagnarna började dock bli slitna.
Intercity-tågen hade restaurangvagn och ofta en familjevagn med lekhörna.
När fjärrtåget X 2000 lanserades under tidigt 1990-tal sjönk IC-tågen snabbt i anseende och dessa ersatte istället begreppet "persontåg". Kraven minskades och vagnarna som användes var ibland omoderna och slitna. Stoppen ökades dock inte och hastigheten förblev oförändrad, detta gjorde att IC-tågen förblev relativt snabba och effektiva.

### InterRegio
InterRegio (IR) var ett begrepp som lanserades av SJ på början av 1990-talet efter tysk förebild som ett mellanting mellan IC och lokaltåg. Dessa tåg fick renoverade vagnar och kaféavdelning. Många av tågen användes på de halvlånga sträckorna i Mälardalen och Västsverige. Konceptet avslutades dock fort, då SJ ansåg att man började få för många olika begrepp inom koncernen. De renoverade vagnarna sattes istället in i vanlig IC-trafik runt om i landet. IR blev även ersatt av X2000, när man kunde byta till regionaltåg längs vägen.

### SJ Regional

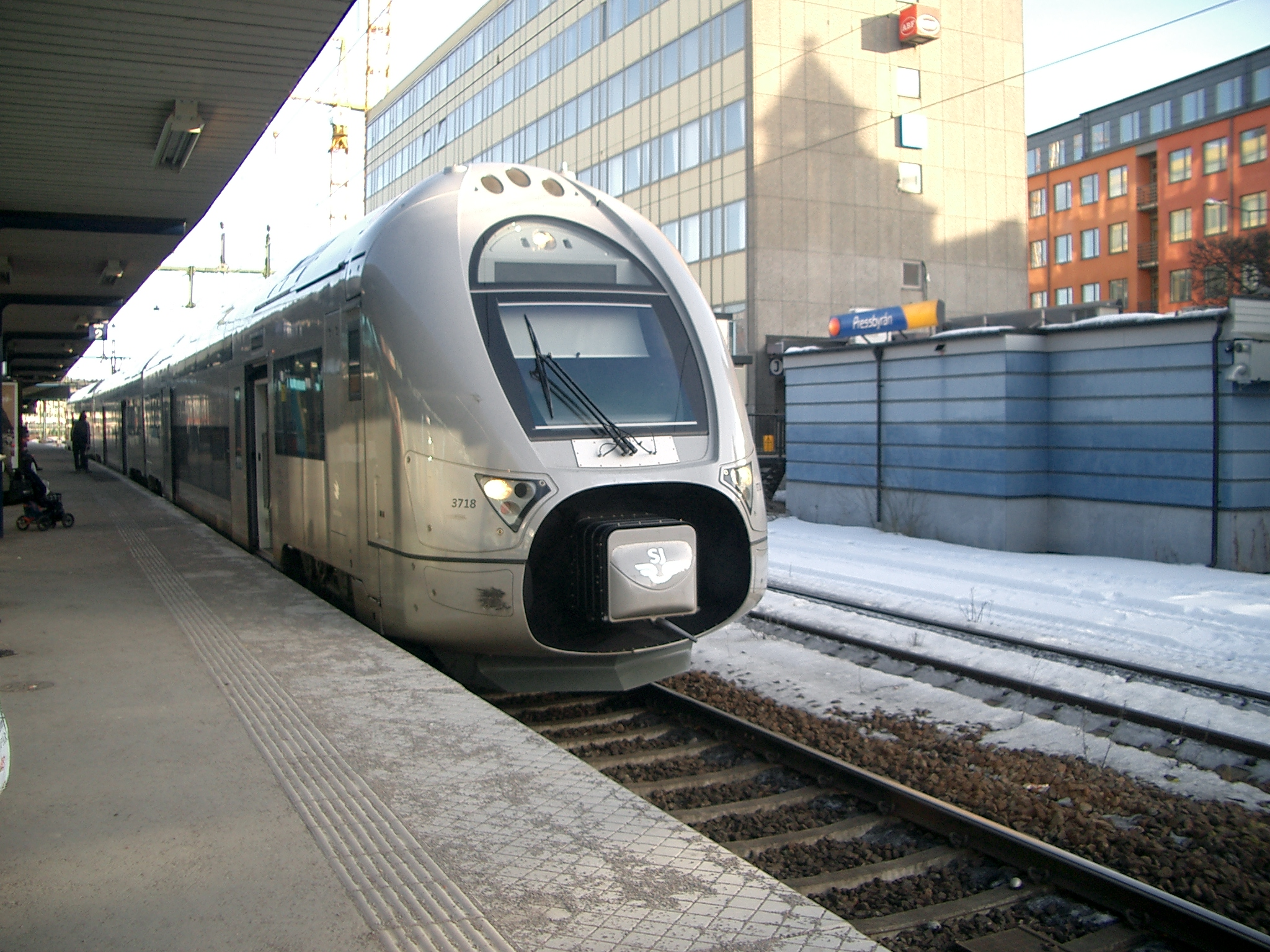
Dubbeldäckaren X40 går i regel som regionaltåg på medellånga sträckor.

SJ Regional är ett begrepp som SJ använder för de tåg som går på medellånga sträckor och som i regel har fler uppehåll än till exempel X 2000, SJ 3000 och Intercity.
SJ:s regionaltågslinjer är i dag (december 2024) Stockholm-Västerås–Örebro–Skövde–Göteborg, Kalmar-Växjö-Göteborg och Göteborg-Trollhättan-Karlstad. På de den förstnämnda är det främst "dubbeldäckaren" X40 som används.

### SJ Nattåg och SJ EuroNight
Nattåg körs i egen regi på sträckorna Stockholm-Malmö och Göteborg–Duved. Dessutom körs på uppdrag av Trafikverket nattåg Stockholm-Duved och, under varumärket SJ EuroNight, Stockholm–Hamburg-Berlin. SJ körde nattåg fram till december 2020 på uppdrag av Trafikverket mellan Stockholm–Luleå/Narvik. Efter december 2020 tog Vy Tåg över den trafiken fram till december 2024 där Vy Tåg inte förlängde avtalet med Trafikverket varpå SJ återtog trafiken december 2024. I trafiken används Rc-lok, 2 klass sittvagn, sovvagnar, liggvagnar och kompletterande restaurangvagnar.

### SJ Charter
SJ hyr även ut tåg till större grupper, normalt minst 300 personer, som vill ha ett eget tåg. Det förekommer även att SJ i egen regi kör tåg som är specialanpassade för ett event, till exempel musikfestivaler.
Denna typ av tåg kallas chartertåg. En vanlig anledning för chartertåg är tematåg till konserter, fotbollsmatcher, löpartävlingar och andra masshändelser. Det förekommer också att företag chartrar tåg för sina anställda eller kunder i samband med en konferens eller liknande.
Tidigare bedrevs denna verksamhet i ett eget bolag, SJ Event AB, men den 1 oktober 2012 införlivades chartertågen i moderbolagets verksamhet.

## Trafik som operatör efter upphandling

### SJ Stockholmståg AB
SJ ansvarar sedan 3 mars 2024 för driften av Stockholms pendeltåg, då MTR avslutat sitt avtal med Region Stockholm. SJ driver trafiken i dotterbolaget SJ Stockholmståg AB (ej samma bolag som det tidigare Stockholmståg).
Innan MTR fick ansvaret år 2016 hade SJ ansvaret genom sitt dotterbolag Stockholmståg.

### Regionala tåg
De två regionaltågssystem som SJ kör på uppdrag av regionala kollektivtrafikmyndigheter är Västtågen som körs av dotterbolaget SJ Götalandståg på uppdrag av Västtrafik och Krösatågen som körs dels av SJ AB, dels av SJ Götalandståg.

### Trafikkpakke 2 i Norge
SJ vann i juni 2019 upphandlingen av persontrafiken på en grupp om sju linjer i Norge, det så kallade Trafikkpakke 2 Nord. Paketet omfattar trafiken på Dovrebanen, Rørosbanen, Raumabanen, Nordlandsbanen, Trønderbanen, Meråkerbanen och Saltenpendelen. SJ har för ändamålet bildat dotterbolaget SJ Norge AS. SJ Norge tog över trafiken från norska Vy i juni 2020. Upphandlingen gäller för åtta år med möjlighet till förlängning i två år. Upphandlingen av Trafikkpakke 1 som bland annat omfattar Sørlandsbanen vanns av brittiska Go-Ahead år 2018.

## Internationell trafik
SJ kör internationell trafik till Tyskland, Danmark och Norge.

### Hamburg
SJ har vunnit upphandlingen om nattågstrafik Stockholm-Hamburg via Köpenhamn och Odense. Trafikstart skedde den 1 september 2022 och trafikeras av nattåg under namnet SJ EuroNight. Tågen trafikeras sedan början till Berlin under somrarna, men sedan 2023 har det beslutats att trafikens fortsättning till Berlin skall gå året runt. Detta då intresset för trafiken enligt SJ varit större än väntat, särskilt från tyskt håll.

### Köpenhamn
Enligt tågplanen kör SJ varje dag X 2000-avgångar Stockholm-Köpenhamn, men på grund av fordonsbrist har SJ under större delen av 2024 ställt in dessa tåg på delsträckan Malmö - Köpenhamn. Preliminärt kommer denna inställelse att fortsätta åtminstone till juni 2025. . 
SJ hade en Rejsebutik i Köpenhamn mellan den 1 februari 2011 och våren 2014. Det var den enda butiken utomlands sedan SJ blev aktiebolag.
Den 10 april 2012 upphörde SJ att köra Göteborg-Köpenhamn med X 2000-tåg, då all SJ-trafik på Västkustbanan lades ned på grund av dålig lönsamhet.
I december 2013 återupptog SJ trafiken på Västkustbanan. Från 2014 kördes X 2000 högsommartid hela vägen från Göteborg till Köpenhamn. men efter 2022 har detta inte fortsatt..

### Berlin
SJ AB stod bakom den sovvagnstrafik som bedrevs på linjen Malmö-Berlin, via färjan Trelleborg–Sassnitz. Den kördes i varje riktning med en förbindelse dagligen under sommaren och tre avgångar per vecka under resten av året. Tåget kördes i samarbete med tyska tågoperatören GVG och marknadsfördes under varumärket Berlin Night Express (i Tyskland marknadsfördes namnet Scandinavia Night Express). Sov- och liggvagnarna i tåget tillhörde SJ och tåget räknades som ett EuroNight-tåg. Linjen lades ned 5 november 2011. Linjen återstartades våren 2012 av Veolia Transport, numera Snälltåget.
Trafiken som gått på tågfärja flyttades sedan till att gå via Öresundsbron och via Danmark. Snälltåget flyttade därmed sin trafik till detta och förlängde trafiken till att gå från Stockholm till Berlin istället för bara Malmö. SJ förlängde från 31 mars 2023 SJ Euronight Stockholm – Hamburg vidare till Berlin under en del av året.

### Oslo
Även Oslo trafikeras av SJ, till/från Stockholm via Värmlandsbanan. Innan augusti 2015 gick två Intercity-tåg per dag och riktning. Därefter började SJ att köra X 2000-tåg mellan Stockholm och Oslo. I december 2016 utökades trafiken ytterligare, med SJ 3000-tåg.
SJ har uttryckt en ambition att förbättra tågtrafiken mellan Stockholm - Oslo för att konkurrera med flyget. Jämfört med sträckan Stockholm–Göteborg, som är av ungefär samma längd, är restiden till Oslo för närvarande betydligt längre med 2,5 timmar mer.
För närvarande (2025) trafikeras sträckan med fem dagliga avgångar i vardera riktning. Enligt SJ:s planer ska antalet avgångar utökas till åtta per dag från varje riktning fram till 2028. Det finns även utredningar om att bygga ut järnvägen på sträckan för att möjliggöra en framtida restid på omkring tre timmar.

### Odense
Mellan 10 oktober 2010 och 2 oktober 2011 trafikerade SJ Odense i Danmark. Ett SJ 2000-tåg utgick på morgonen från Odense via Köpenhamn H med destination Stockholm. På eftermiddagen gick det tillbaka från Stockholm via Köpenhamn H till Odense. Efter några års uppehåll återkom Odense igen bland SJ:s stationer, men denna gång inte som slutmål för ett tåg. Istället går SJ EuroNight mellan Stockholm och Hamburg samt Berlin dagligen året runt förbi Odense och tågen stannar på stationen.

### Linx (historisk trafik)
Under 2000-talets början bolagiserade SJ och norska NSB den gränsöverskridande trafiken i den skandinaviska huvudstadstriangeln. Linx, som bolaget kom att heta, trafikerade sträckorna Stockholm-Karlstad-Oslo och Oslo-Göteborg-Malmö-Köpenhamn. Huvudkontoret placerades i Göteborg.
Linx körde egna X 2000-tåg under varumärket Linxtåg, samt lokdrivna InterCity-tåg. Trafiken mellan Oslo och Göteborg kördes uteslutande med InterCity-tåg, då denna sträcka inte är byggd för snabbtåg.
På grund av dålig lönsamhet lades Linx ned vid årsskiftet 2004/2005. Sträckorna Stockholm-Karlstad och Göteborg-Malmö upptogs av SJ. Helgtrafik, senare daglig trafik, kördes mellan Karlstad och Oslo.

## Tågtyper (fordon)

### Lok
- Rc6

### Motorvagnar
- X2 (X 2000), 36 st kompletta tågsätt
- X40 ("Dubbeldäckaren"), 42 st
- X55 (SJ 3000), 20 st
- Alstom Zefiro Express, 25 st beställda för leverans 2027
- CAF Civity Nordic, 25 st beställda för leverans 2027

### Personvagnar
- 1980-talsvagn
- 1960-talsvagn
- Inhyrda tyska vagnar för SJ EuroNight